# Castello di Broughty

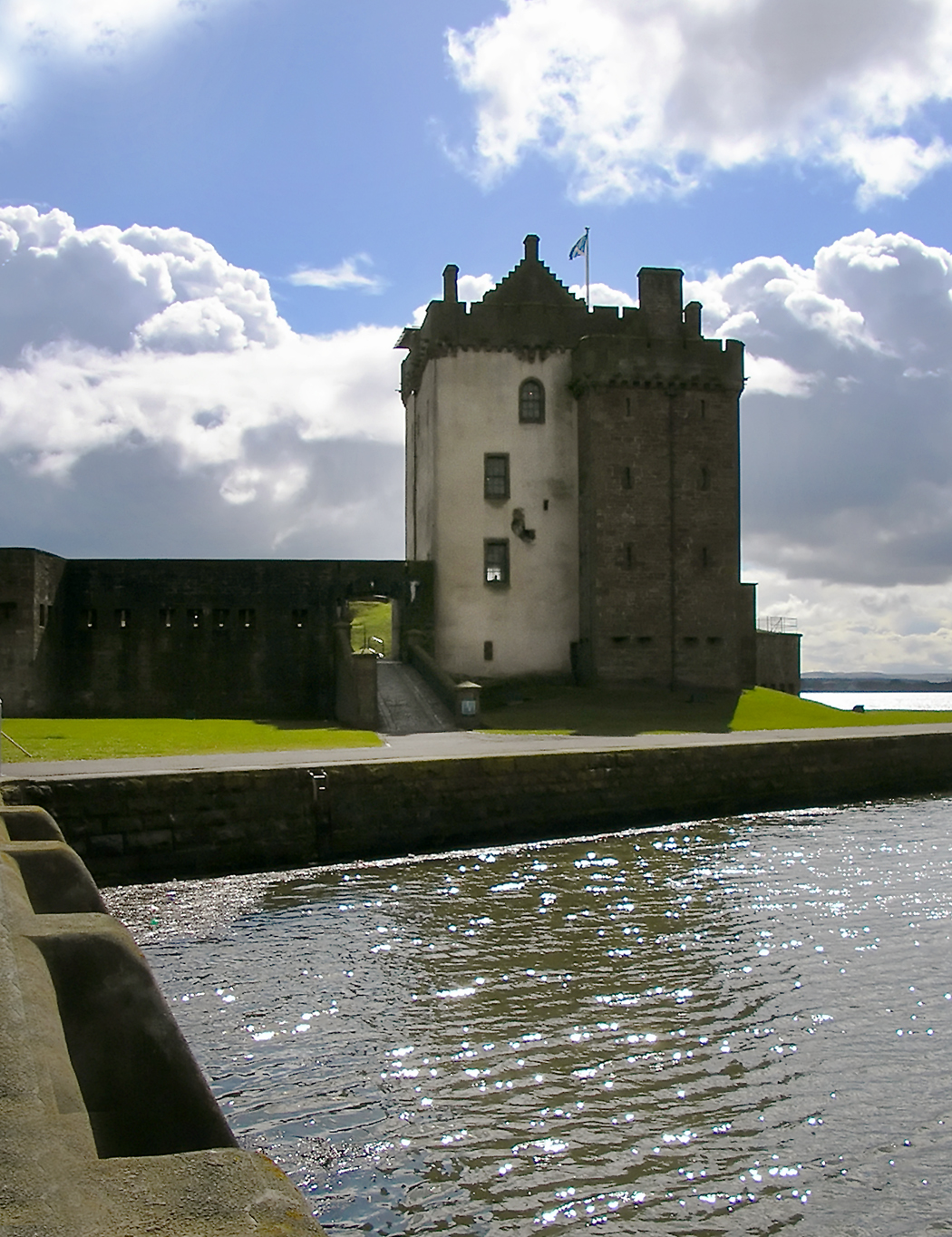
Il castello di Broughty

Il castello di Broughty (in inglese: Broughty Castle) è un castello fortificato della località scozzese di Broughty Ferry, nell'area di consiglio di Dundee, costruito nella forma attuale nel 1496, ma le cui origini risalgono al 1454. Tra la fine del XV secolo e la metà del XVII secolo, fu di proprietà della famiglia Grey.

## Storia
In origine sorgeva in loco una fortezza fatta erigere nel 1454 dal IV signore di Angus.
Quarantasei anni dopo, fu però concesso al II signore di Grey di ricostruire l'edificio. La costruzione terminò nel 1496.
Il 20 settembre 1547, il castello fu accerchiato dalle truppe inglesi. Gli Scozzesi tentarono quindi invano di riconquistarlo due mesi dopo: l'esercito, composto di 3.000 unità, distrusse parte della torre.
Il castello fu riconquistato però dagli Scozzesi e dai Francesi il 21 febbraio 1550.
Nel corso del secolo successivo, il castello fu nuovamente abitato dai componenti della famiglia Grey, che avevano anche provveduto a riparare i danni subiti dall'edificio nel corso delle operazioni militari.
Il 31 agosto 1651, nel corso della guerra civile inglese, il castello subì però un nuovo attacco, segnatamente dalle truppe guidate dal generale George Monck: questa nuova azione militare costrinse alla fuga la famiglia Grey, che 15 anni dopo vendette il castello.
Dopo che la famiglia Grey ebbe definitivamente abbandonato l'edificio, il castello di Broughty cadde in uno stato di abbandono, tanto che nel 1787 veniva già descritto come una fortezza in rovina.
Tra il 1886 e il 1887, furono realizzate nell'area del castello delle baracche per ospitare i soldati che avrebbero dovuto piazzare delle mine nei fondali del fiume Tay in caso di guerra.
Nel 1969, fu aperto all'interno del castello un museo.

## Architettura
Il castello si erge lungo la sponda settentrionale del fiume Tay.
All'interno del castello è ospitata la Orchar Gallery, una delle più importanti gallerie d'arte vittoriana scozzese del Regno Unito: nella galleria sono esposti 30 dipinti provenienti dalla collezione dell'uomo d'affari di Dundee James Guthrie Orchar.